# Una mujer invisible
Una mujer invisible és una pel·lícula dramàtica espanyola del 2007 dirigida per Gerardo Herrero basada en un guió de Belén Gopegui.

## Argument
Luisa és una dona de 44 anys que l'ha deixat el seu marit Javier per una altra noia, més jove i la seva única filla està estudiant fora. Se sent invisible respecte a la resta de la gent i creu que la seva vida no val res. En una festa de la seva empresa retroba un vell amic, Jorge, que conviu amb Marina, una noia més jove. Com que Jorge la ignora, es decideix seduir-lo. Per tal d'aconseguir-ho fins i tot contractarà un entrenador personal i demanarà consell a una actriu.

## Repartiment
- María Bouzas - Luisa
- Adolfo Fernández - Jorge
- Núria Gago - Marino
- Tamar Novas - Javier
- Ricardo Birnbaum - Entrenador personal
- Carlos Blanco
- Cuca Escribano - Actriu

## Recepció i premis
Rodada a la Corunya i doblada al gallec, en la 6a edició dels Premis Mestre Mateo va obtenir el premi a la millor actriu per María Bouzas. Per contra, Gerardo Herrero va rebre el premi a la pitjor direcció als Premis YoGa 2008.

## Crítiques
| «                       | Podria ser un manifest feminista disfressat d'intriga llibertina, però es queda en cinema sense encant al servei d'una idea. | » |
| — Jordi Costa, El País. | |   |